# The Property Man
The Property Man (Charlot regisseur) es un cortometraje estadounidense con dirección y actuación de Charles Chaplin. Fue estrenado el 1 de agosto de 1914. 

## Sinopsis
Trabajando en un teatro, Charlot tiene problemas y conflictos con el equipaje de los actores y la distribución de los camarines.
Una vez más Charlot aparece como perezoso, mentiroso y hasta innoble (hace cargar a un viejo con un baúl enorme que lo aplasta), galante (corteja a la esposa del hércules), mal compañero (desvela los trucos en el escenario) y termina con los alborotos de siempre.

## Crítica
El personaje se muestra detestable, los gags son más bien groseros y la maldad excesiva. En esta película la crueldad de Charlot no tiene tinte de rebeldía.

## Reparto
- Charles Chaplin - El propietario
- Phyllis Allen - Lena
- Alice Davenport - Actriz
- Charles Bennett - George Ham, esposo de Lena
- Mack Sennett - Espectador
- Norma Nichols - Artista de variedades
- Joe Bordeaux - Viejo actor
- Harry McCoy - Espectador ebrio
- Lee Morris - Espectador